# Женщины в Малайзии

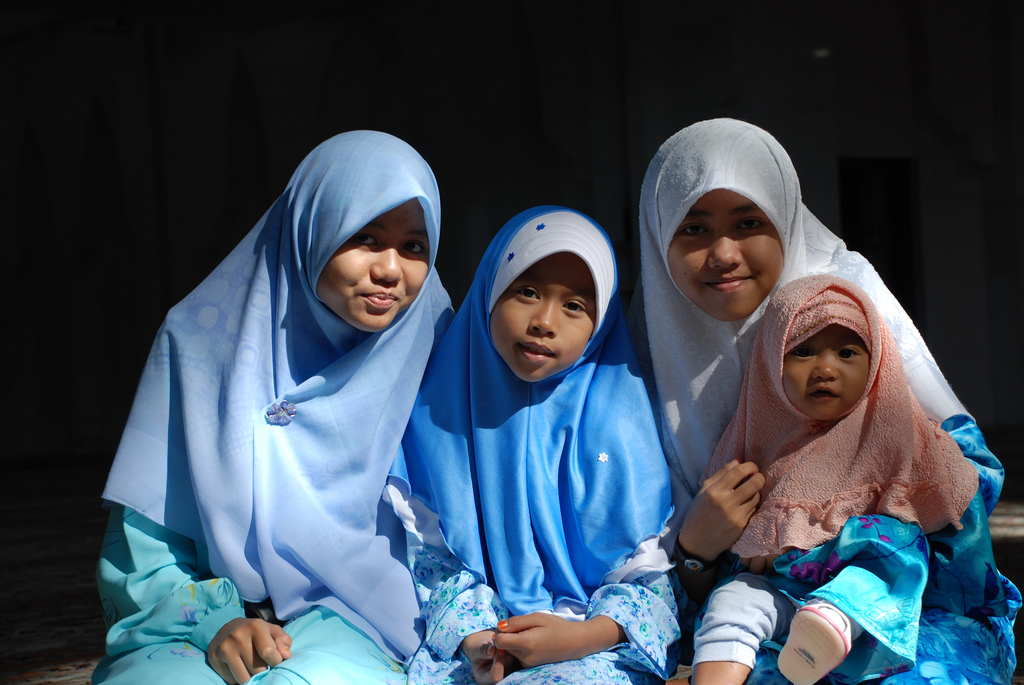
Мусульманские девушки в Малайзии.

Женщины в Малайзии получают поддержку от правительства Малайзии в отношении их прав на повышение, принятие решений, на здравоохранение, образование и социальное обеспечение, а также на устранение юридических препятствий. Правительство Малайзии обеспечило эту поддержку путём создания в 1997 году Министерства национального единства и социального развития (ранее известного в 1993 году как Секретариат по делам женщин), с 2001 года — Министерства по делам женщин.
47 % малазийских женщин входят в состав рабочей силы (работают или ищут работу).

## Права женщин
Малайзия с оговорками ратифицировала Конвенцию о ликвидации всех форм дискриминации в отношении женщин в августе 1995 года. Некоторые оговорки были сняты в 2010 году, но некоторые были сохранены, а именно статьи 9(2), 16(1)(a), 16(1)(c), 16(1)(f) и 16(1)(g), поскольку утверждалось, что эти статьи противоречат Конституции Малайзии и шариату. Статус женщин в стране сложен и частично зависит от их религии и от места проживания (в штатах или на федеральных территориях Малайзии). Вопрос прав женщин в стране является предметом идеологических разногласий между консервативными последователями ислама, либеральными верующими и светскими движениями.

### Исламское законодательство
Шариат позволяет мужчинам иметь нескольких жен и даёт право на большую часть наследства. Немусульманки и мусульманки в четырёх штатах пользуются равными родительскими правами. Дискриминация женщин при приеме на работу может фактически иметь место, но не вследствие законодательства. В штате Кедах исполнительницы могут выступать только перед женской аудиторией.

### Сексуальное домогательство

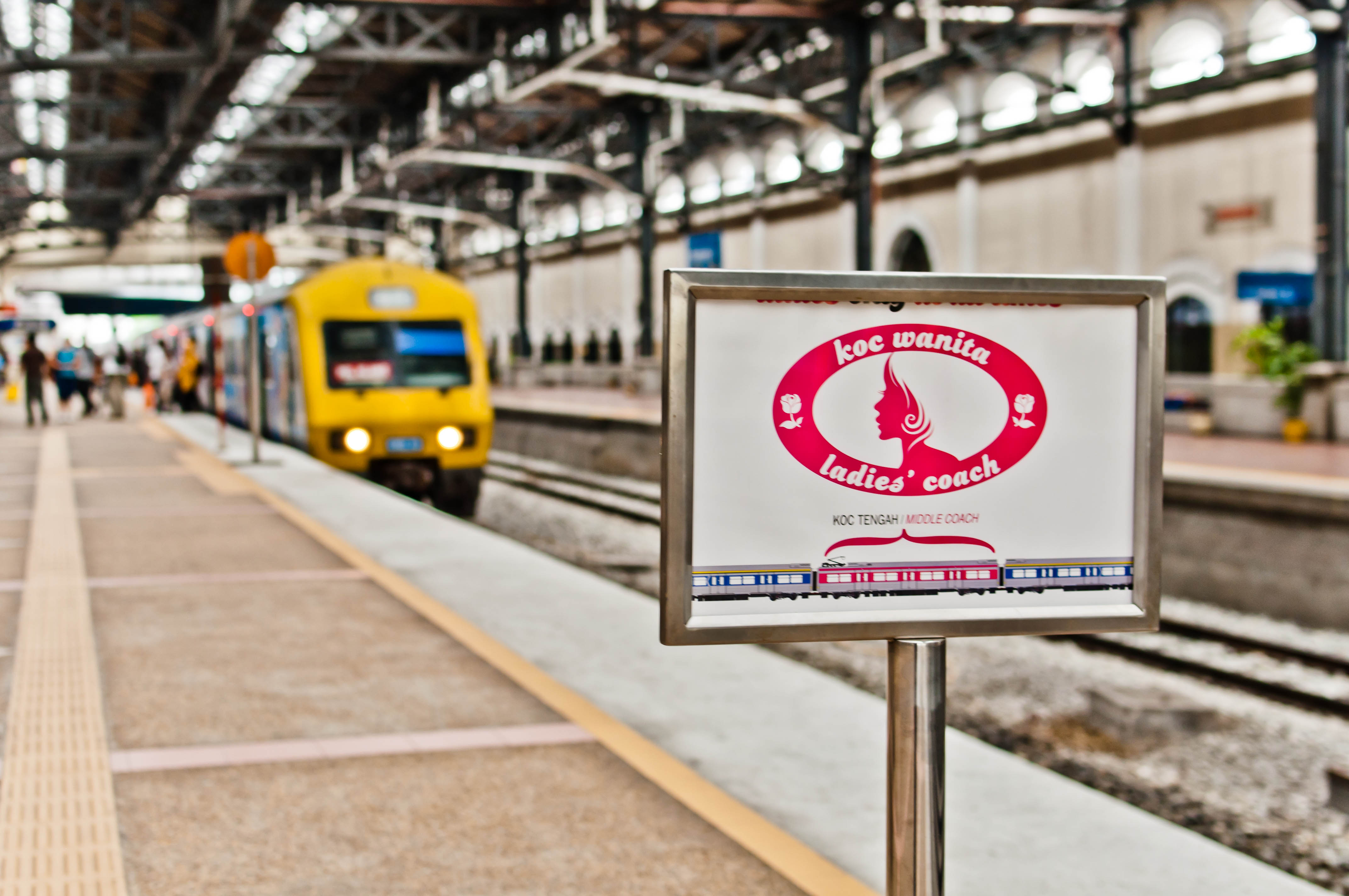
Специальный участок только для женщин в Куала-Лумпуре.

В Малайзии сексуальное домогательство, как оно определено в Законе о занятости 1955 года, — это «любое нежелательное поведение сексуального характера, вербальное, невербальное, визуальное, жестовое или физическое, направленное на человека, которое является оскорбительным, унижающим или угрожающим его благополучию». Закон не проводит различия между мужчинами и женщинами или между работодателем и работником. Таким образом, сексуальное домогательство может быть совершено женщиной в отношении мужчины или работником в отношении работодателя.
Самые ранние зарегистрированные случаи сексуальных домогательств на рабочем месте или неправомерного поведения работодателя по отношению к работнику были зафиксированы ещё в 1939 году, в то время, когда Малайзия ещё была Малайей под британским колониальным правлением. Индийская ассоциация Кланга организовала забастовку, осуждающую приставания к работницам со стороны европейцев и «чёрных европейцев». В 1950 году 106 женщин и мужчин, собирающих каучук в поместье Панаван Карупиа в Пераке, объявили забастовку против сексуальных домогательств.
Сексуальные домогательства являются обычным явлением, и для сокращения их количества с 2010 года в поездах Малайзийской железной дороги появились розовые вагоны, предназначенные только для женщин. С 2010 года в Куала-Лумпуре также есть автобусы только для женщин. В 2011 году правительство запустило службу такси только для женщин в районе Большого Куала-Лумпура. В такси, приезжающему по вызову, работают водительницы.

### Калечащие операции на женских половых органах
В Малайзии практикуются калечащие операции на женских половых органах (КОЖПО), и, по оценкам, более 90 % женщин из мусульманских семей подверглись этой практике. Причины проведения КОЖПО включают религиозные обязательства, гигиенические и культурные традиции и убеждение, что они предотвращают добрачный секс. Однако форма КОЖПО, практикуемая в стране, не такая жестокая, как в других частях мира, например, в Северо-Восточной Африке, и, по сообщениям, представляет лишь незначительный порез. Тем не менее, масштабы этой практики до конца не известны и в основном основаны на отдельных сообщениях и антропологических исследованиях, поскольку ни отчётов национальных групп, ни документальных свидетельств обнаружено не было. КОЖПО широко рассматриваются как религиозная обязанность; в 2009 году комитет фетв Национального совета по делам исламской религии Малайзии постановил, что КОЖПО являются обязательным для мусульманок, но следует избегать его вредных форм.

### Домашнее насилие
Женщины в Малайзии имеют определённую защиту от домашнего насилия, включая Закон о домашнем насилии 1994 года. В соответствии с Уголовным кодексом женщины могут обвинять своих мужей в жестоком обращении, например, в физическом насилии или угрозах. Единственным уголовным преступлением, не влекующим несение ответственности в браке, является изнасилование (статья 375). Изнасилование в браке само по себе не является незаконным, но мужчина, который «причиняет вред или угрожает смертью или причиняет вред своей жене или любому другому лицу, чтобы вступить в половой акт со своей женой», совершает преступление, предусмотренное статьей 375А Уголовного кодекса. По данным одного исследования, в Малайзии 39 % женщин старше 15 лет подвергались физическому насилию со стороны своих партнёров. Домашнее насилие всё чаще рассматривается как общественная проблема: Организация помощи женщинам открыла линию помощи по SMS для жертв домашнего насилия.
Существуют разногласия относительно того, какие законы регулируют домашнее насилие: то ли Закон о домашнем насилии 1994 года, то ли Уголовный кодекс. Возникает различное толкование юридических терминов, как домашнее насилие соотносится с законами о браке, которые требуют от жены подчиняться законным требованиям мужа, а также как Закон о домашнем насилии 1994 года соотносится с Уголовным кодексом и исламским законодательством. Есть споры о том, какой вид принуждения может использовать муж, чтобы заставить жену выполнять свои обязанности. В разделе 2 «Толкование» подраздела (c) Закона о домашнем насилии 1994 года упоминается «принуждение жертвы силой или угрозой к участию в любом поведении или действии, сексуальном или ином, от которого жертва имеет право воздерживаться». Предполагается, что если жена обязана подчиняться действию по закону, этот конкретный раздел не может применяться, и в этом случае «сила» или «угроза» не подпадают под определение домашнего насилия в соответствии с этим законом. Однако возможно разное толкование «силы» или «угрозы», так как запрет на них всё же существует. Подход к вопросам домашнего насилия в Малайзии подвергся критике как слабый и потенциально создающий проблемные юридические лазейки.

### Секс-торговля
Некоторые женщины и девочки в Малайзии стали жертвами торговли людьми в целях сексуальной эксплуатации. Их принуждали к проституции и бракам в Азии и на других континентах, а также подвергали физическому и психологическому насилию.

## Брак и семейная жизнь
Женщины в Малайзии имеют ограничения в браке, хотя некоторые их права защищены. Согласно исламскому семейному закону, содержание жены со стороны мужа обусловлено её послушанием. Статья 59(2) гласит: «2) При условии соблюдения Хукум Шарак и подтверждения Судом жена не имеет права на содержание, если она находится в состоянии нусюза или необоснованно отказывается подчиняться законным желаниям или приказам своего мужа, то есть, inter alia — (a) когда она отказывается от общения со своим мужем; (b) когда она покидает дом своего мужа против его воли; или (c) когда она отказывается переехать с ним в другой дом или место без какой-либо уважительной причины согласно Хукум Шарак». Однако некоторые права жены (в отношении собственности, судебных дел и банковских счетов) защищены Законом о замужних женщинах 1957 года (Закон 450), ст. 4 — Дееспособность замужних женщин.

## Образование

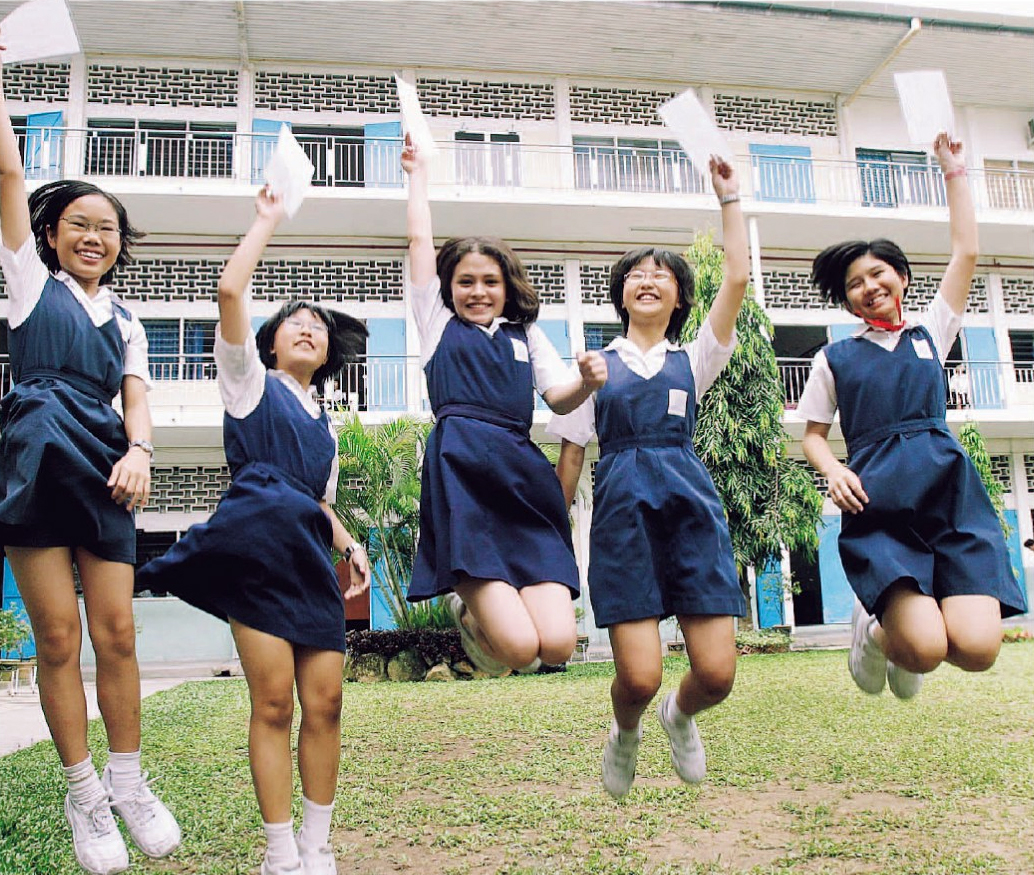
Малайзийские студентки

Уровень грамотности среди женщин ниже (90,7 %) по сравнению с мужчинами (95,4 %) — по оценкам на 2010 год, для населения в возрасте 15 лет и старше. Малайзия в последние годы инвестировала в образование обоих полов; и в результате все больше девочек сейчас учатся в университетах.

## Критика статуса женщин в Малайзии
В 2006 году активный борец за права женщин Марина Махатхир описала статус мусульманских женщин в Малайзии как аналогичный статусу чернокожих южноафриканцев при апартеиде.
Заявления Марины были сделаны в ответ на новый исламский закон, который позволяет мужчинам развестись или взять до четырёх жен. Закон также предоставил мужьям больше власти над имуществом своих жён. Консервативные группы, такие как Малазийский форум мусульманских профессионалов, раскритиковали её комментарии за оскорбление шариата и подрыв выдающейся роли женщин в Малайзии по сравнению с другими мусульманскими странами и/или странами Восточной Азии.
В июле 2021 года шесть малайзийских женщин подали иск против правительства из-за устаревших законов о гражданстве, которые рискуют вовлечь женщин в абьюзивные отношения и могут оставить детей без гражданства. Юристы говорят, что победа в деле против правительства может помочь десяткам тысяч двунациональных семей получить гражданство, а также окажет давление на другие страны, чтобы они изменили свои собственные законы о гражданстве.
9 сентября 2021 года Высокий суд Малайзии вынес решение в пользу группы малазийских матерей, которые стремились дать своё гражданство детям, рождённым за границей. Судья постановил, что действующий закон о гражданстве сам по себе является дискриминационным и его следует рассматривать вместе с другим конституционным положением, запрещающим гендерную дискриминацию.